# 快報 (文革)
《快报》是从属于中央文化革命小组的采集消息的机构——中央文革记者站编辑的刊物。
它是“文化大革命”初期，根据毛泽东的指示创办的一种“绝密”等级的内部刊物，专门刊登“文化大革命”中的重要情况，仅供当时被称作“无产阶级司令部”的高层领导阅批。
当时编排的《快报》篇幅小（多是一事一报）、速度快、频率高，有时一个钟头出版多期。快报组的成员由中央文革记者站管理；主要由解放军报的记者组成。
开始由宋琼负责主持，他调“中央文革办事组”后，则由肖力（李讷）、谷岩、栾保俊等5人组成的一个领导小组负责。